# Kidron (Pferd)
Kidron (* 1907; † 10. Oktober 1942 in Front Royal, Virginia) war das Pferd des General of the Armies of the United States John J. Pershing.

Kidron, der mit seinen weißen Abzeichen an Stirn und Hinterbeinen ein markantes Fotomotiv abgab, erlangte in den USA große Popularität. Pershing wollte das Tier nach Beendigung des Ersten Weltkrieges in diversen Triumphzügen reiten und tat dies auch in Paris und in New York. Am 11. September 1919 berichtete allerdings die New York Times, dass Kidron nicht an Pershings triumphaler Reise durch die größeren Städte der USA teilnehmen konnte, weil er wegen des Kontaktes zu Pferden aus Frankreich mit Quarantäne in Newport News belegt worden war. Der Autor des Artikels bedauerte dies sehr, weil seiner Ansicht nach das Pferd gleich nach dem General der zweitwichtigste Beteiligte der Parade gewesen wäre: 

„When soldiers of Generals Grant and Lee mentioned their commanders they invariable spoke of their famous mounts, Cincinnati and Traveler.“

 Damit erinnerte er an eine Tradition aus dem Amerikanischen Bürgerkrieg, obwohl die Rolle der Kavallerie sich im Ersten Weltkrieg längst verändert hatte. Pershing erhielt stattdessen ein sechsjähriges anderes Pferd zum Geschenk, das nach ihm benannt worden war und bei den Paraden benutzt werden sollte.
Nach seinem Tod im Jahr 1942 sollte Kidron ausgestopft werden und wurde daher ins U.S. National Museum transportiert. Dieses Vorhaben ließ sich aber nicht mehr verwirklichen, da einerseits aufgrund des hohen Alters des Pferdes und andererseits wegen des heißen Wetters die Überreste des Tieres in einem zu schlechten Zustand waren. Knochen und Schädel Kidrons gingen aber dennoch am 31. März 1943 in den Besitz des Smithsonian über. Sie befinden sich heute in der Säugetierabteilung des National Museum of Natural History.